# Elbaïte

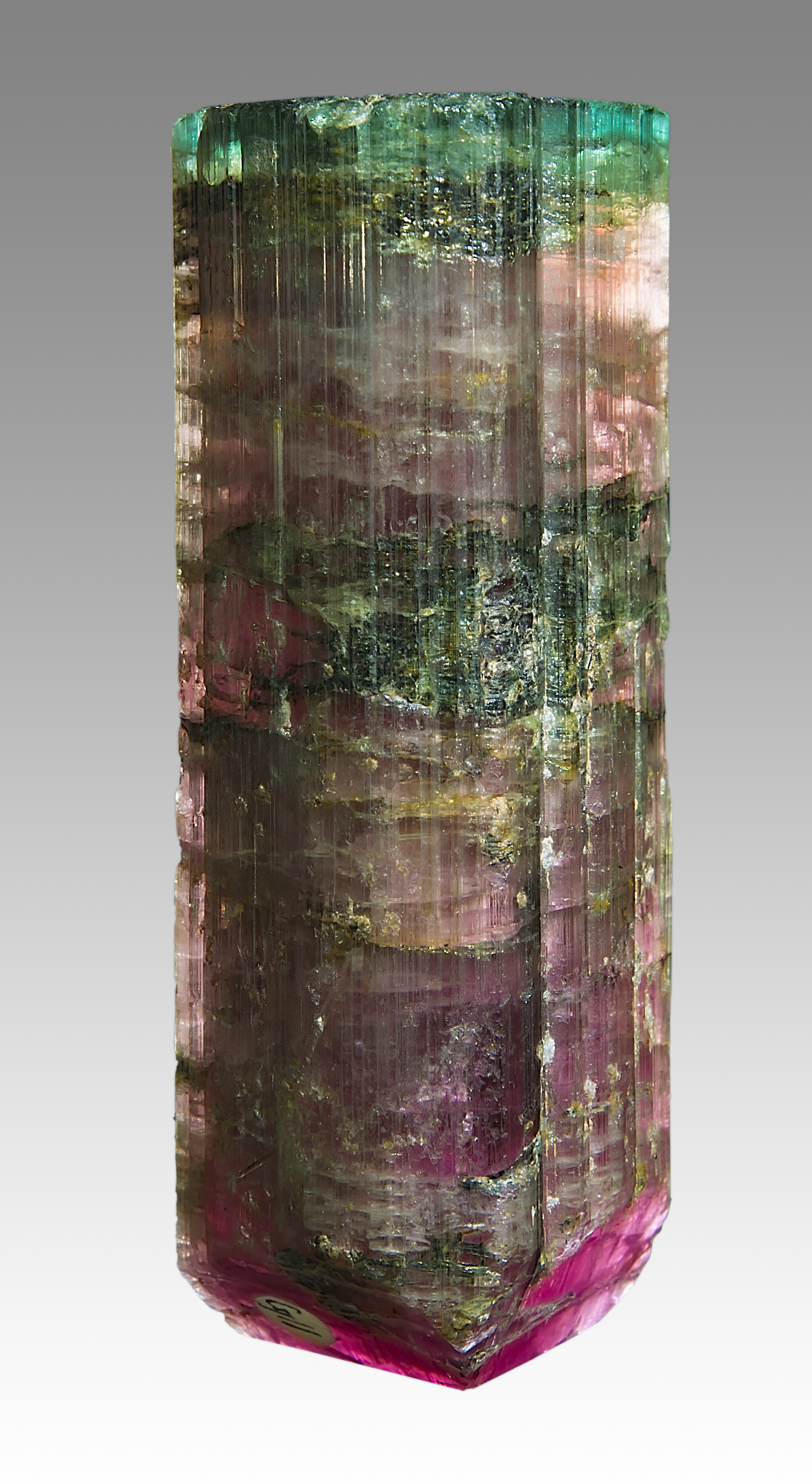
Elbaïte « melon d'eau »

L'elbaïte est une espèce minérale du groupe des silicates sous-groupe des cyclosilicates appartenant à la famille des tourmalines. L'elbaïte a pour formule Na(Li,Al)3Al6(BO3)3(Si6O18)(OH)4, avec la présence possible de Na, Mg, K, Ca, Ti, Mn, Fe, F. Les cristaux peuvent dépasser 1,6 m.

## Historique de la description et appellations

### Inventeur et étymologie
L'elbaïte fut décrite en 1913 par le minéralogiste Vladimir Ivanovich Vernadsky (1863-1945), scientifique russe, fondateur de la géochimie. Son nom vient du gisement topotype.

### Topotype
Le topotype est à San Piero in Campo, île d'Elbe, Archipel Toscan, Toscane, Italie.

## Caractéristiques physico-chimiques

### Critères de détermination
L'elbaïte est transparente ou translucide et d'éclat vitreux et résineux. Son trait est blanc. Sa couleur peut varier à l'intérieur d'un même cristal. Son polychroïsme, de net à fort, s'exprime différemment en fonction des variétés physiques :
- elbaïte rouge : rouge à orange / orange à jaune foncé ;
- elbaïte bleue : bleu clair à bleu / bleu à bleu foncé ;
- elbaïte verte : vert foncé à vert / vert clair à vert pomme ;
- elbaïte mauve : violet / bleu-mauve à magenta foncé.

Elle présente une hémimorphie constante.
L'elbaïte forme des cristaux massifs, de faciès prismatique, aciculaire et tabulaire ; les faces des prismes sont striées longitudinalement. Sa fracture est irrégulière à conchoïdale.
Elle est insoluble dans les acides.

### Variétés et mélanges

#### Variétés chimiques
- chromo-elbaïte : variété chromifère d'elbaïte, trouvée en Tanzanie[4].
- cupro-elbaïte : variété cuprifère d'elbaïte, trouvée au Brésil et au Mozambique, vendue sous le nom de « tourmaline paraiba ».
- sibérite : variété rose à rouge opaque d'elbaïte, trouvée à Soktuj Gora, mines de Nertschinsk, Sibérie, Russie.
- tsilaisite : variété manganésifère d'elbaïte trouvée à Tsilaisina, vallée de Sahatany, région de Betafo - Antsirabé, province de Antananarivo, Madagascar[5].

#### Variétés physiques
Les elbaïtes gemmes et colorées ont reçu des noms distincts :
- achroïte : incolore ;
- indigolite : bleue ;
- rubellite : rose à rouge ;
- verdélite : verte.

### Cristallochimie
L'elbaïte forme une série substitutionnelle avec une autre tourmaline, la dravite. Elle forme également une série avec la liddicoatite et avec le schorl.

### Cristallographie
L'elbaïte cristallise dans le système cristallin trigonal, de groupe d'espace R3m (Z = 3 unités formulaires par maille conventionnelle), avec une structure de type tourmaline. Ses paramètres de maille (réseau hexagonal) varient en fonction de sa composition,,, :
- 15,80 Å < {\displaystyle a} < 16,00 Å ;
- 7,08 Å {\displaystyle c} < 7,17 Å ;
- 1 532 Å3 < volume de la maille V < 1 569 Å3 ;
- 2,99 g/cm3 < masse volumique calculée < 3,12 g/cm3.

### Propriétés physiques
L'elbaïte est fortement piézo-électrique et pyroélectrique.

## Gîtes et gisements

### Gîtologie et minéraux associés
L'elbaïte se trouve :
- dans les pegmatites granitiques, ainsi que dans les roches de leur voisinage affectées par des processus pneumatolitiques ;
- dans des pegmatites lithifères.

Elle est associée à l'albite, à l'apatite, au béryl, aux grenats, à la microcline, à la muscovite, à la lépidolite, au quartz et au spodumène.

### Gisements producteurs de spécimens remarquables
- Afghanistan (Paprok)
- Birmanie

Momeik
- Brésil

Morro Redondo mine, Coronel Murta, vallée de Jequitinhonha, Minas Gerais, Brésil
Batalha mine, São José da Batalha, Salgadinho, Paraíba (pour la variété cupro-elbaïte)
Mine de Cruzeiro, São José da Safira, Minas Gerais
- Canada

Mine Jeffrey, Asbestos, les sources RCM, Estrie, Québec,
- États-Unis
- Italie

San Piero in Campo, Île d'Elbe, Archipel Toscan, Toscane (topotype)
- Kazakhstan
- Madagascar

Pegmatite d'Antandrokomby, vallée de Manandona, Province d'Antananarivo
- Mozambique

Mavuco, province de Nampula
- Russie (Oural, Transbaïkalie)

## Utilisations
- Gemmologie (gemme, pierre fine)

## Galerie

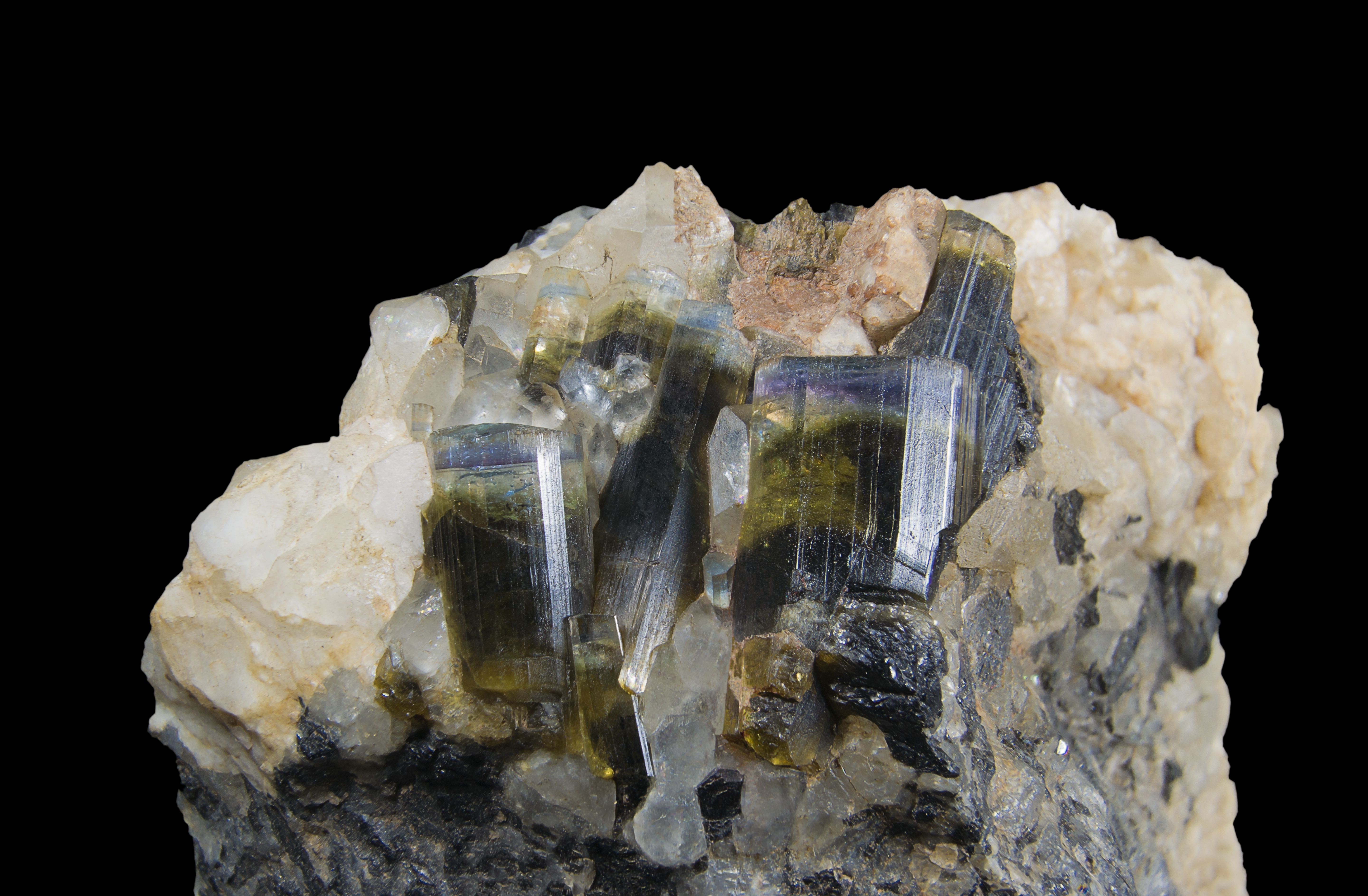
Elbaïte - Ile d'Elbe - gisement toptoype
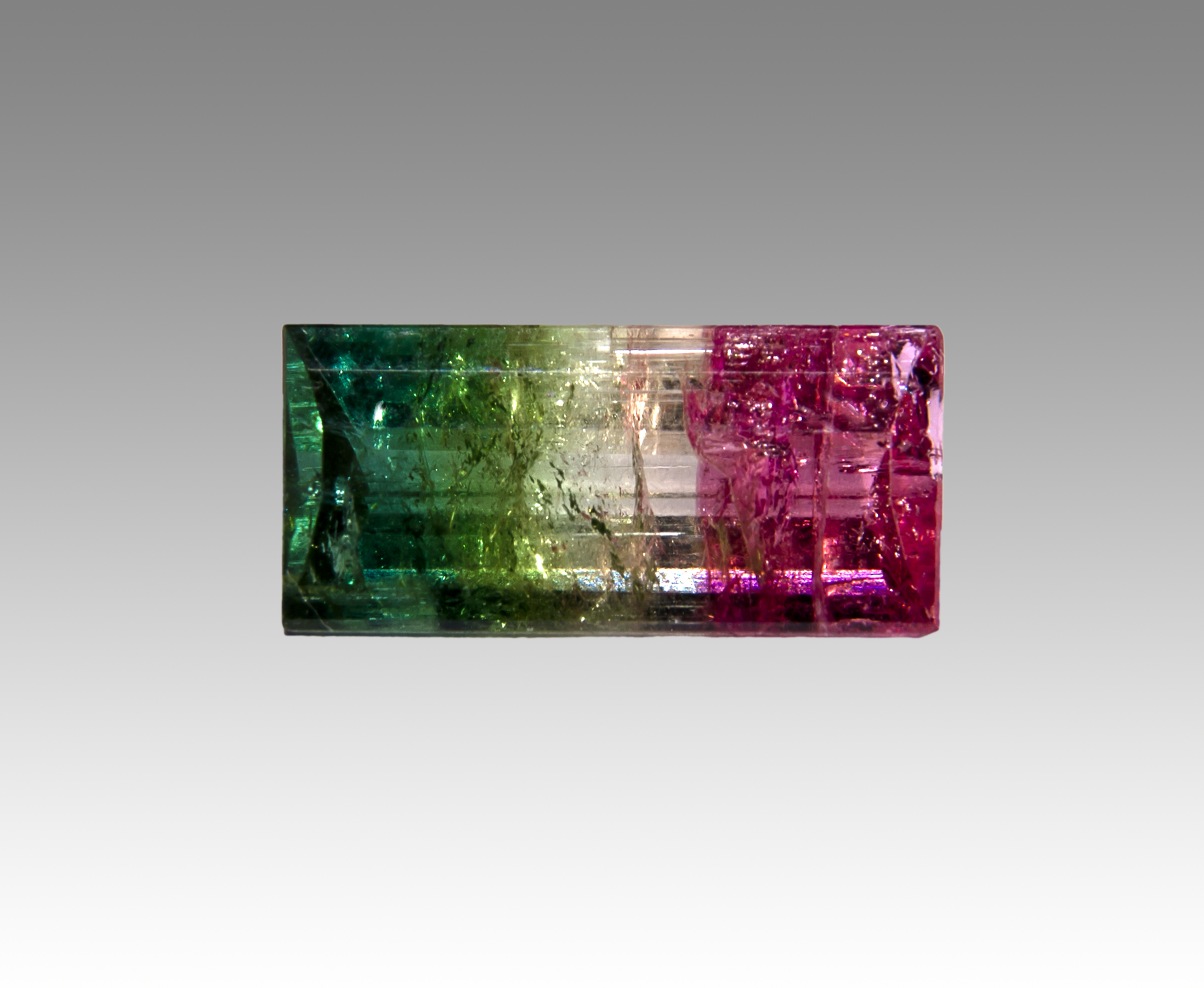
Elbaïte « Melon d'eau » taillée - Brésil
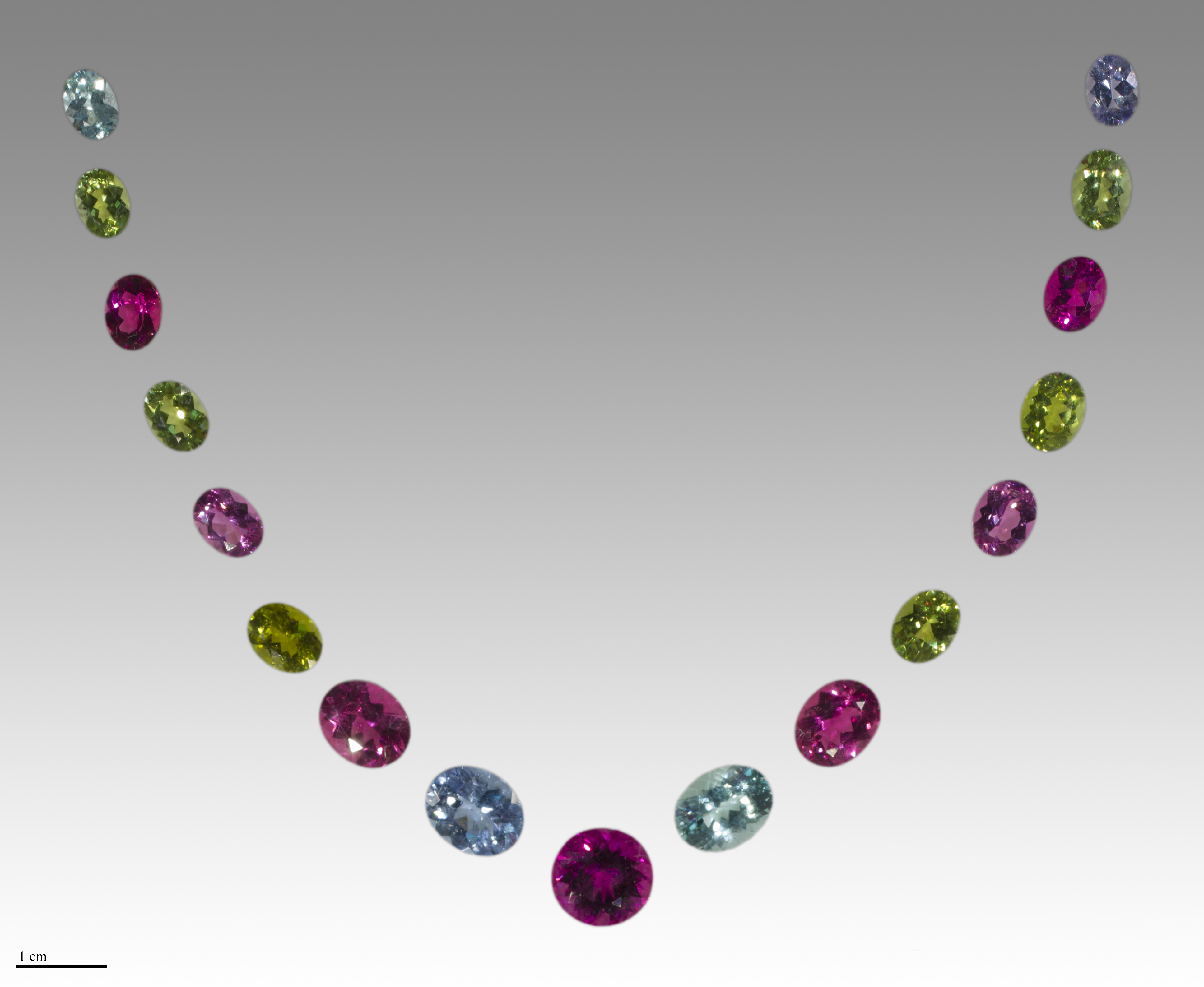
Tourmaline Paraiba - Cupro Elbaite - Mozambique